# Axel Magnus von Arbin
Axel Magnus von Arbin, före 1762 Arbin, född 30 mars 1717 i Stockholm, död 27 december 1791 i Spånga församling, var en svensk militär.
Axel Magnus von Arbin var son till kamreraren i krigskollegium Nils Eriksson Arbin och hans hustru Anna Brita Blomhjelm. Han inskrevs som volontär vid fortifikationen 1733 och började sin första egentliga tjänstgöring under finska kriget 1741. 
Vid pommerska krigets utbrott 1757 blev von Arbin förordnad att förestå generalkvartersmästarebefattningen, och utmärkte sig under hela kriget både som krigare och ingenjör. Trots rekommendationer av arméns befälhavare, motsatte sig det då styrande hattpartiet hans befordran, så att von Arbin, som redan 1754 var major, ännu kvarstod på samma plats när kriget slutades. Kung Adolf Fredrik utverkade av österrikiska kejsaren för von Arbin ett diplom som romersk kejserlig adelsman. Efter freden tilldelades honom samma värdighet på svenska riddarhuset.
Gustav III använde honom vid flera tillfällen bland annat för iståndsättandet av Karlstens fästning, och utnämnde honom till generalkvartermästare och direktör vid fortifikationen 1773, till generalmajor 1775 och generallöjtnant 1782. 1784 tog von Arbin avsked ur krigstjänsten.
Axel Magnus von Arbin var från 1771 gift med Adolfina Fredrika Hästesko. Han invaldes 1772 som ledamot av Kungliga Vetenskapsakademien.